# Lioulgou-Peulh
Ne doit pas être confondu avec Lioulgou.
Lioulgou-Peulh est une localité située dans le département de Dialgaye de la province du Kouritenga dans la région Centre-Est au Burkina Faso.

## Santé et éducation
Le village possède un centre permanent d'alphabétisation et de formation (CPAF).